# Nico Casavecchia
Nicolás Casavecchia (Buenos Aires - Argentina 13 de mayo de 1981),  es un director, intérprete, guionista e ilustrador argentino que actualmente vive en Los Ángeles, California.  
Entre sus variados trabajos,  que incluyen películas, comerciales y videos musicales, se destaca el cortometraje considerado como la película más pequeña jamás hecha “A boy and his atom” (2013) bajo su dirección y creado por científicos de IBM los que utilizaron moléculas de monóxido de carbono y un  microscopio de efecto túnel, bajo la técnica stop-motion con un total de 242 fotogramas .

## Biografía
Casavecchia nació el 13 de mayo de 1981 en Buenos Aires, Argentina mismo lugar donde creció. Es el nieto de Nora Perlé. Estudió diseño gráfico en la Universidad de Buenos Aires durante 8 meses. Comenzó sus trabajos a los 18 años como miembro del departamento interactivo en la pos productora Metrovisión y luego, a los 20 años, en la agencia de publicidad Diálogo como “junior de director de arte”. Ganó  la primera edición del Festival OFFF en la categoría Arte en 2001 y se mudó a Barcelona (lugar donde vivió por once años) y trabajó como director de arte en la agencia SCPF. En 2004 cofundó el estudio AÄB con sus amigos Agustín Verrastro y  Hernán Curioni. Tres años después, luego de la disolución de AÄB Casavecchia comienza a dirigir bajo su propio nombre y se integra a en la productora Boolab Films como realizador. En diciembre de 2012 se mudó a Brooklyn, Nueva York y trabajó en la producción de películas como director  y miembro en la compañía 1st Avenue Machine. En 2018 estrenó BattleScar, una película de realidad virtual protagonizada por Rosario Dawson, escrita y codirigida junto a Martín Allais, y presentada en el Festival de Cine de Sundance 2018. En 2022 lanzó Momoguro, un juego digital animado junto a coleccionables digitales, cocreado también junto a Allais y desarrollado por Baobab. Las NFT de Momoguro se agotan en 9 horas y generon 7,6 millones de dólares de ventas. Actualmente reside en Los Ángeles.

## Filmografía

### Director
- 2005: Notes sur le boule amorphe
- 2010: Slamdance Sweet 16
- 2011: Salesman in the Mirror (cortometraje)
- 2011: Hotel
- 2012: Buildings & Vampires
- 2013: A Boy and His Atom: The World's Smallest Movie (Cortometraje)
- 2016: Finding Sofia.
- 2018: BattleScar (animación / realidad virtual).

## Premios
- 2001: Ganó la primera edición del Festival OFFF (categoría Arte).
- 2009: Casavecchia obtuvo oro Laus y  nominación en SIGGRAPH, Festival de Cine de Holanda y el Festival de cine VIEDRAM.
- 2013: A boy and his atom ganó un león de oro y bronce en los Lions Festival Internacional de Publicidad de Cannes. [5]
- 2014: Obtuvo el premio AICP NEXT.